# Нишапур
Нишапур или Нишабур град је у провинцији Разави Хорасан, главни град округа Нишапур и бивша престоница провинције Хорасан, на североистоку Ирана, смештен у плодној равници у подножју планина Биналуд. Процењује се да је 2011. године било 239.185 становника, а у округу 433.105. У близини града се налазе рудници тиркиза из којих се у руде извозе широм света.
Град је у 3. веку основао Шапур I и прогласио га главним градом Сасанидског царства. Касније, Нишапур је постао главни град државе Тахирида и реформисао га је Абдулах Тахир 830. године, а потом га је Тугрул изабрао за главни град државе Селџука. Од периода Абасида до монголске инвазије на Харезм и Источни Иран, град је прерастао у значајан културни и комерцијални центар у исламском свету. Нишапур је, уз Мерв, Херат и Балх, био један од четири велика града Великог Хорасана и један од највећих градова средњег века, седиште владине моћи на истоку калифата, као и пребивалиште разних етничких и верских група.

## Партнерски градови
- Керуан, Тунис
- Карбала, Ирак
- Hoj, Иран
- Багдад, Ирак
- Басра, Ирак
- Газни, Авганистан
- Балх, Авганистан
- Херат, Авганистан
- Мерв, Туркменистан
- Бухара, Узбекистан
- Самарканд, Узбекистан
- Хива, Узбекистан
- Хучанд, Таџикистан
- Кулоб, Таџикистан
- Конија, Турска